# Come What May
Come What May ist ein Jazzalbum des Joshua Redman Quartet. Die Aufnahmen entstanden am 8. und 9. Mai 2018 in New York und erschienen März 2019 auf Nonesuch Records.

## Hintergrund
In Joshua Redmans Quartett spielten Aaron Goldberg am Piano, Reuben Rogers am Bass und Gregory Hutchinson am Schlagzeug. Seine letzte Aufnahme mit diesem Personal stammt aus dem Jahr 2000, und als pianoloses Trio (ohne Goldberg) spielten sie Trio Live (2014). Redman, Goldberg, Rogers und Hutchinson waren von 1998 bis 2001 ständig auf Tour und sind in Kontakt geblieben. Redman hatte bereits 2014 wieder Kompositionen für sie geschrieben, aber es dauerte bis Oktober 2018, bis sie wieder in ein Studio gingen, um die sieben Stücke auf diesem Album aufzunehmen.

## Titelliste

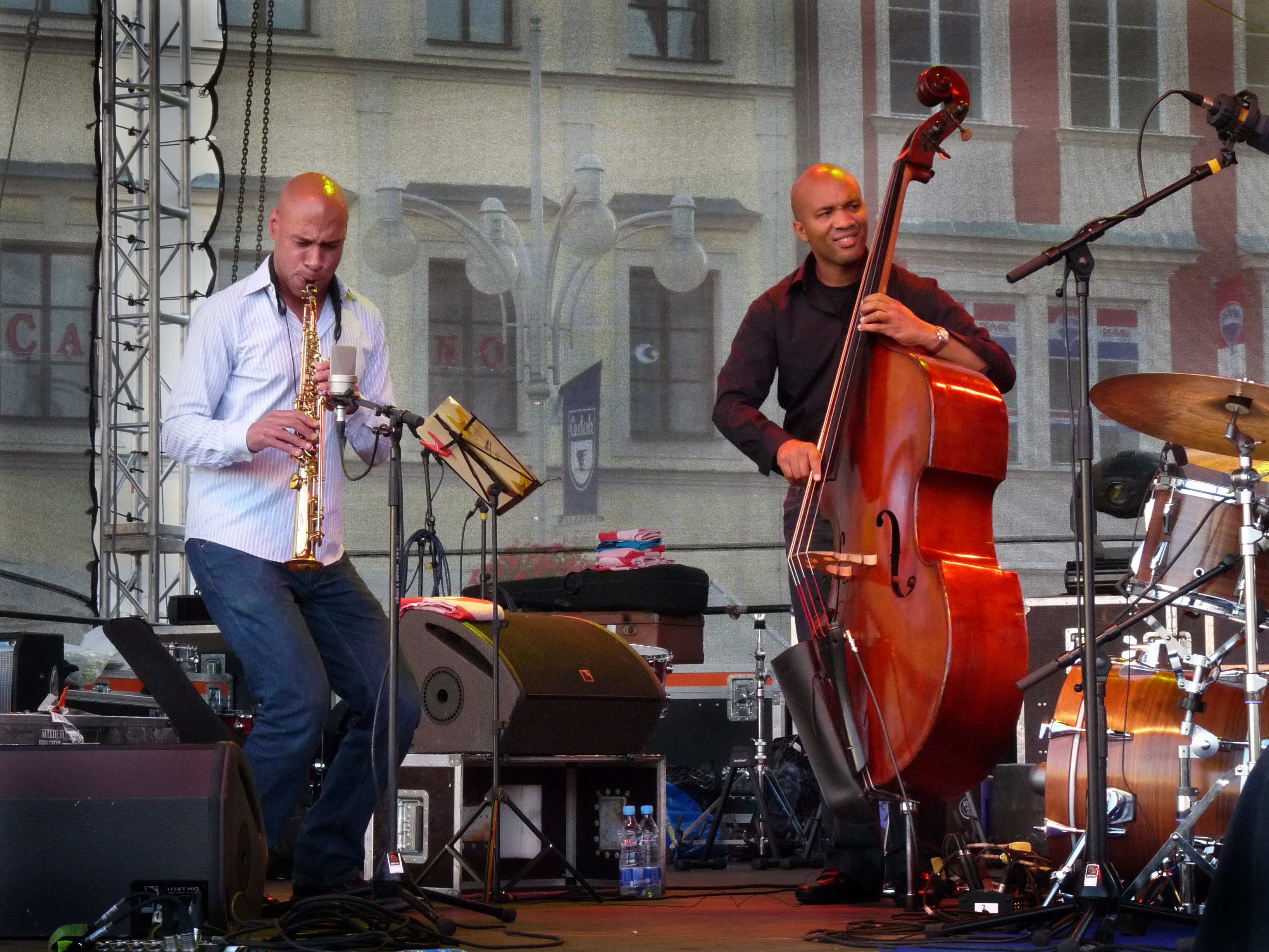
Joshua Redman und Reuben Rogers auf dem Bohemia Jazz Fest in České Budějovice 2009

- Joshua Redman Quartet – Come What May ((Nonesuch Records 585291 2)

1. Circle of Life 6:55
2. I’ll Go Mine 7:14
3. Come What May 6:45
4. How We Do 3:31
5. DGAF 4:47
6. Stagger Bear 6:02
7. Vast 7:48

- Alle Kompositionen stammen von Joshua Redman.

## Rezeption
Das Album erhielt 2019 eine Grammy-Nominierung in der Kategorie Grammy Award for Best Jazz Instrumental Album.
Nach Ansicht von Johannes Kaiser (SWR 2) strahle das Album eine klassische Vollkommenheit aus und wirke wie aus einem Guss. Redman beweise damit „einmal mehr, in welcher Liga er spielt.“
Matthew Kassel (JazzTimes) meinte, Joshua Redmans ausgezeichnetes neues Album markiere eine Art Heimkehr. Er spiele mit einer makellosen Rhythmusgruppe, durch die langjährige Erfahrung klinge das Quartett weiser und selbstbewusster. Obwohl Redman der Leiter ist, behandele er die Gruppe wie eine demokratische Institution und gebe seinen Bandkollegen, insbesondere Goldberg, dessen dunkle, tief angesetzte Vamps zu Beginn mehrerer Songs eine mysteriöse Stimmung erzeugten, reichlich Solo-Raum. Rogers lege mit seinen resonanten Basslinien ein solides Fundament, während Hutchinson mit seinem Ride-Becken und knisternden Snare-Schlägen für Bewegung sorge.
Sebastian Scotney (London Jazz News) lobte insbesondere Aaron Goldbergs Anschlag und Artikulation am Klavier auf diesem Album. Die rhythmische Unabhängigkeit und die Komplementarität der Hände in seinem Solo auf I’m Go Mine seien etwas Besonderes. Auf dem Album gebe es sehr unterschiedliche Grooves, und der Reiz dieses Albums liege in seiner Vielfalt.

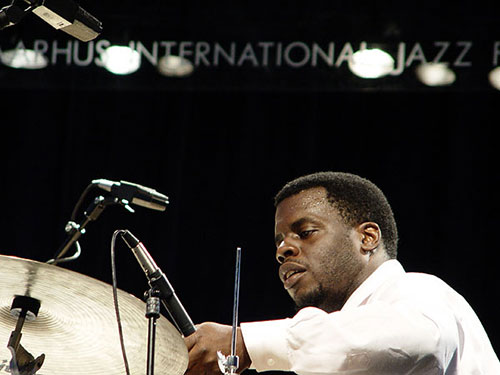
Gregory Hutchinson auf dem Aarhus Jazz Festival 2009

Matt Collar gab dem Album im AllMusic vier (von fünf) Sterne und schrieb, jeder Musiker habe einen großen Erfahrungsschatz und bringe ihn in seine Arbeit ein. In gewisser Weise stellt Come What May einen intimen Kontrapunkt zu dem Album Still Dreaming des Saxophonisten von 2018 dar, in dem er sich auf die Arbeit seines Vaters Dewey Redman mit Ornette Coleman in den 1970er und 1980er Jahren bezog. Im Gegensatz dazu fühlt sich Come What May lockerer an – wie „ein entspanntes Treffen zwischen alten Freunden“. Viele der Songs hier hätten eine tänzerische Qualität, wie das dreiviertel-taktige Circle of Life, dessen kaleidoskopische Energie an Dave Brubecks Werk erinnere. In ähnlicher Weise denke man bei Stagger Bear mit seinem bluesigen Klavier an die Kabarett-Prahlerei von Bob Fosse. Der humorvolle Titel DGAF habe auch einen kinetischen Bewegungssinn, da Redman sich durch die kontrapunktische, klezmerhafte Anlage des Songs treibt. Während der nachdenklicheren Momente des Albums, wie auf dem wellenartigen Vast und dem klagend erdigen Titeltrack, erreicht Redman eine erholsamere Apotheose. In diesen Momenten, in denen sein Saxophon in der empathischen Umarmung seiner Band liegt, ruft Redman das Gefühl hervor, loszulassen und in eine seelenvolle Träumerei am späten Nachmittag einzutauchen.
Nach Ansicht von Brian Payne (Jazz Journal) ist klar, dass das Quartett in den Jahren, in denen es zusammen gespielt hat, ein gegenseitiges Einfühlungsvermögen entwickelt hat. Obwohl Redman hier im Rampenlicht steht, spielt er die anderen nicht auf der Bühne und ihnen wird ein großzügiger Solo-Raum eingeräumt, in dem sie ihre Beweglichkeit und ihr Improvisationstalent unter Beweis stellen können.
Während es in der Musik deutliche Stimmungs- und Tempowechsel gibt, herrscht durchweg eine gewisse Ähnlichkeit. Paynes Ansicht nach liege das an Redmans vorherrschender Verwendung der Moll-Tasten, die einen Hauch von Melancholie erzeugen, der das Album durchdringe.